# 1-й Варшавский проезд
Пе́рвый Варша́вский прое́зд — улица в районе Москворечье-Сабурово Южного административного округа города Москвы.

## Происхождение названия
1-й Варшавский проезд назван 12 мая 1956 года по своему расположению вблизи Варшавского шоссе.

## Расположение
Проходит от Каширского проезда до 2-го Котляковского переулка. Нумерация домов ведётся от Каширского проезда.

## Здания и сооружения
По 1-му Варшавскому проезду расположено 121 здание.

### По нечетной стороне
- № 1а стр.1. Бывшее общежитие и столовая Москворецкого пивзавода. Здание было построено в 1936 году по уникальному проекту. С 2005 года, после закрытия завода, в нем находятся различные организации.

### По четной стороне
- № 2 - Административное здание Мосрыбокомбината с проходной, постройки 1936 года, сохранилось с самого основания.
- № 2 корпус 1 - Дом культуры Мосрыбокомбината. Здание построено в 1958 году по уникальному проекту в стиле советского неоклассицизма, являясь одним из последних зданий советского союза не лишенное "архитектурных излишеств". Здание было построено с деревянными перекрытиями (частично утрачены). Ныне не используется.
- № 6 - Царицынский молочный комбинат.

## Автобус
| 897: | Каширская • Варшавская |

«→» — остановки проходятся только при движении в прямом направлении; «←» — остановки проходятся только при движении в обратном направлении.